# Aleksandra Txekina
Aleksandra Txekina (en rus Александра Чекина) (Peterhof, Sant Petersburg, 10 de febrer de 1993) és una ciclista russa especialista en el ciclisme en pista.

## Palmarès
- 2010
  -  Campiona d'Europa júnior en Persecució
  -  Campiona d'Europa júnior en Persecució per equips (amb Aleksandra Gontxarova i Svetlana Kashirina)
- 2011
  -  Campiona d'Europa júnior en Persecució
- 2013
  -  Campiona d'Europa sub-23 en Persecució per equips (amb Maria Mishina, Svetlana Kashirina i Gulnaz Badykova)
  -  Campiona de Rússia en Persecució per equips
- 2014
  -  Campiona d'Europa sub-23 en Persecució per equips (amb Aleksandra Gontxarova, Tamara Balabolina i Gulnaz Badykova)